# Colección histórica estadounidense
La Colección histórica estadounidense o Colección histórica americana (en inglés: American Historical Collection) es una colección de 13.000 libros, 18.000 fotografías, y otros materiales relacionados con la etapa de dominio estadounidense en la colonia de Filipinas ya la relación de los dos países. El Embajador Myron Cowen (1949-1951), a raíz de la destrucción causada por la Segunda Guerra Mundial en la memoria de los tiempos anteriores a ella, alentó a la comunidad estadounidense a donar libros y otros materiales pertenecientes a la primera mitad del siglo XX. Su iniciativa fue responsable de la fase temprana de la colección. La colección se encuentra por primera vez en la Embajada de los EE. UU., y luego en el Centro Thomas Jefferson en la ciudad de Makati, y ahora se mantiene en la Biblioteca Rizal de la Universidad Ateneo de Manila.